# Staffeldt
(von) Staffeldt er en pommersk adelsslægt, hvoraf en nu uddød linje også blev naturaliseret som dansk adel. En ikke-naturaliseret linje lever stadig i Danmark.
Blandt de mange tyske adelsslægter, som i 1700-tallet søgte til Danmark, var også den pommerske slægt von Staffeldt. Historisk kan man denne slægt følges tilbage til 1208, da den residerede på godset Staffelde i nærheden af Osterburg i Altmark. Senere dukkede den op i Mecklenburg, hvor den ejede udstrakte godser.

## Ældre danske linje
Da dens medlemmer først optrådte i Danmark, kom de imidlertid som fattige adelsmænd i søgen efter levebrød. Den første von Staffeldt, som trådte i dansk statstjeneste, var Christian Friedrich von Staffeldt (1671-1741), der var søn af Christian Friedrich von Staffeldt til Carlowitz i Pommern, og som endte som generalmajor og hvid ridder.
Den næste i Danmark var Adolph Friedrich von Staffeldt (1660-1735), som kom til landet i begyndelsen af 1700-tallet, og som var søn af Joachim Albrecht von Staffeldt. Han døde som dansk generalmajor, og hans søn, Bernhard Ditlef von Staffeldt (1753-1818), blev den 7. marts 1776 naturaliseret som dansk adelsmand. Hans efterkommere var næsten alle officerer. 1896 uddøde denne gren af slægten med norsk brigadeintendant Constantin von Staffeldt. 

## Yngre danske linje
Noget senere i 1700-tallet, sandsynligvis i slutningen af 1740'erne, kom en anden gren af familien til Danmark. Agatus (Agatz) Ludwig von Staffeldt (ca. 1734-1780) blev også dansk officer, søgte imidlertid tidligt sin afsked for at prøve lykken ude i Europa, men blev skuffet og vendte tilbage til Danmark for atter at indtræde i Hæren, men fik allerede 1772 sammen med rangen som major sin afsked. Han blev gift med en pommersk adelsfrøken Maria Regina von Klingen, som fødte ham fire børn, tre sønner og en datter. Den yngste søn, Adolph Wilhelm Schack von Staffeldt, kendt som Schack von Staffeldt (1769-1826), var amtmand og forfatter.
Den nulevende yngre danske linje er aldrig blevet naturaliseret som dansk adel. De to modstandsfolk, forlagsdirektør Jørgen Staffeldt (1912-1944) og boghandler Mogens Staffeldt (1915-1986) samt sagfører Sven Staffeldt (1908-1991), tilhører denne linje. De var sønner af overretssagfører Carl Bernhard Staffeldt (1875-1945), der var søn af kancelliråd August Wilhelm Staffeldt.

## Uklart tilhørsforhold
Et anden medlem af slægten var kammerherre, staldmester Adolph Heinrich von Staffeldt (1717-1759), der ejede Kongsdal.
Gehejmeråd og overstaldmester Wilhelm Detlev Werner von Staffeldt (1724-1801) var fader til forfatter, amtmand og kammerherre Otto Diderich von Staffeldt (1762-1828).

## Slægtshistorie
Uradelsslægten v. Staffeldt nævnes tidligst i året 921 under kejser Henrik Fuglefænger (Heinrich der Vogler). Allerede 1208 var slægten i besiddelse af herresædet Staffelde ikke langt fra Osterburg i Altmark. Herfra kom grene af  slægten til Pommern og Mecklenburg, hvor den ejede godser i Stargard og 1523 underskrev det Mecklenburgske Ridderskabs Union. Om de ældste slægtled vidste man tidligere ikke andet end navnene, og som den første anføres en Vicke Staffeldt, der skal have levet 1446. Han angaves som fader til Henning Staffeldt, hvis søn Urban Staffeldt efterlod sig sønnen Zabel Staffeldt, der havde 10 sønner. 
Til Danmark kom den ældre linje af slægten med generalmajor Adolf  Friedrich v. Staffeldt (ca. 1660-1735), den yngre med major Agatus (Agatz) Ludwig v. Staffeldt (ca. 1734-80).
Kammerjunker, senere generalløjtnant og kammerherre Bernhard Ditlev v. Staffeldt blev 7. Marts 1776 naturaliseret og optoges derved i den danske adel. 
Våbnet beskrives ifølge Dansk Adelsleksikon, Kjøbenhavn 1787 således: "Et blåt skjold, hvori 3 over hinanden lagte store knive med sølvplade og guldskafter. På hjelmen 3 sølvplumager", og efter Danmarks Adels Aarbog således: "3 over hinanden lagte sølvknive med guldskafter i blåt  felt, paa hjelmen 3 sølvstrudsfjer". Samme våben findes i det segl, som generalløjtnant Frederik Christian v. Staffeldt satte under sit testamente af 23. sept. 1732.
Undersøgelserne i 1940erne har godtgjort, at væbner Henrich Staffelt den 1. nov. 1382 vidner, da væbner Claus v. Oertzen i Stargard pantsætter til klostret Wanzka 24 mk. tiende af Bargendorf, og ved denne lejlighed har sat sit segl under dokumentet. I dette runde segl findes i skjoldet 3 opretstående, korte og smalle knive med kort greb og en ring i grebets ende. Der er næppe tvivl om, at det oprindelige våben fra 1382 må anses for at være det rigtige, men eftersom slægten gennem flere generationer senere har anvendt våbnet med de 3 liggende knive, må dette formentlig have vundet hævd.
Det vides altså, at slægten v. Staffeldts besiddelse i året 1208 var godset Staffelde, men dette udelukker ikke, at slægten allerede langt tidligere kan have siddet her. Før år 1208 er meget få kilder bevarede, og først fra det samme tidspunkt betegnes personerne med deres hjemsted, i dette tilfælde: de Staffelde. Af de nævnte grunde er det muligt, at flere slægter med senere forskellige slægtsnavne kan være af samme oprindelse - altså samme stamme - og det menes, at slægten v. Staffeldt således har fælles rod med slægterne v. Peccatel, v. Dargartz, v. Tornow, hvilken  familie også førte 3 knive i våbnet, og højst sandsynligt også med slægten v. Bismarck fra Stendal (stamsædet for den senere familie, hvortil fyrst Otto v. Bismarck hørte). 
Ældre kilder anfører, at slægten v. Staffeldt skal have været bosiddende i Nassau og ved Rhinen, men det må anses for ganske givet, at den familie v. Staffeldt, der forekommer omkring den samme tid de nævnte steder, ikke kan have noget til fælles med den her behandlede slægt v. Staffeldt fra landet Stargard, og det af den grund, at de 2 slægter førte vidt forskellige våben. 

## Kronologiske oplysninger
15. november 1208 d(e) d(ato) Sandow vidner Germarus de Stapheld hos markgreven af Brandenburg, da markgreve Albrecht bekræfter klostret Arendsees besiddelser (Mecklenburgische Urkundenbuch 1,178; Lenz, Brandenburgische Urkunden; Codex dipl. Brandenburg. I,17,3). Førnævnte Germar von Staffeldt er formentlig identisk med efterfølgende Herman v. S. 
16. juni 1209 vidner Hermannus de Stafuelde, da markgreve Albrecht af Brandenburg skænker domstiftet 2 gårde i Steinfeld (Codex dipl. Brandenburg. I,5,30).
1215 vidner Hermannus Staffelde, da markgreve Albrecht II. af Brandenburg befrier byen Stendal for borggrevskabets rettigheder (Codex dipl. Brandenburg. I,15,7). Markgreven var i krig med kongen af Danmark og ærkebispen Waldemar af Bremen, og han gik derfor igennem Altmark, hvor han lå i lejr ved Staffelde, hvorfor dokumentet er underskrevet her.
13. februar 1261 d.d. Stargard vidner Hermannus de Staffelt, hos markgreven af Brandenburg, da markgreve Otto bekræfter byen Neubrandenburgs privilegier (Meckl. Urkundenbuch II,176; Hacke, Geschichte von Neubrandenburg I,20; Codex dipl. Brandenburg, II,6,6).
10. maj 1274 d.d. Stargard bekræfter Hertug Barnim I. af Pommern et forlig mellem ridder Jakob von Staffeldt og klostret Kolbatz om landsbyerne Wartenberg og Hokendorf. Familien v. Staffeldt var i strid med klostret om grænserne om disse godser. Det kom til åbne stridigheder, og biskoppen af Kammin lyste Jakob v. Staffeldt i band. Da greb Hertug Barnim ind til gunst for sin lensmand hvilket førte til et forlig l0. Maj 1274 i Stargard. Klostret gjorde det klogeste, det kunde i et saadant tilfælde - det købte de to landsbyer. Jakob v. S. havde 12. Maj 1274 solgt Wartenberg, som var hans Ejendom, for 223 Mark Sølv, forfaldne i 5 rater inden 25. Juli 1275. Klostret stillede 8 borgere for summens rette betaling, og biskoppen ophævede den lyste band. Hökendorf var overdraget Jakob v. S. som Len af hertugen af Pommern (Pomm. Urkundenbuch II,990). Efter Baltische Studien, alte Folge, Bd. 13, 154, 157, hørte familien von Staffeldt til den gruppe af markiske adelsfamilier, som på den tid udvandrede til Neumark, men som alle senere forsvandt derfra.. Endvidere fremgår heraf, at Jacob v. S. for sig og som formynder for sin afdøde broder Johans sønner frafaldt ethvert krav. For at sikre forliget og navnlig, fordi man ikke vidste, om  Johan v. S.'s børn  ved myndighedsalderen vilde anerkende forliget, borgede 3 af Jacob v. S.’s venner for forligets overholdelse, hvorefter hertugen overdrog godset til kirken, dog uden de rettigheder, som lenet Hökendorf havde. Endnu 1296 levede familien v. S. i Neumark, hvor den sad på godset Grobe (Baltische Studien, neue Folge, Bind 33, 186; Haag, Zur Geschichte der Stadt Pasewalk).
24. december 1278 d.d. Stettin vidner Hinricus de Staffelde, ridder hos hertug Bogislaus af Pommern, da hertugen bekræfter byen Anklams privilegier (Meckl. Urkundenbuch II,591; Lisch, Brandenburg. Urkunden I,145; Stavenhagen, Geschichte der Stadt Anklam, 115).
25. januar 1290 d.d. Stargard vidner Væbner (famulus) Henricus de Staffelt, da markgreve Albrecht af Brandenburg stifter Cistercienser-nonne-klostret Wanzka (Meckl. Urkundenbuch III,3; Boll, Geschichte des Landes Stargard I,316; Codex dipl. Brandenburg.II,6,22).
11. november 1300 d.d. Stargard vidner væbner Heyn(ricus) de Staffeld, da Heinrich II., fyrste af Mecklenburg, på ny bekræfter klostret Wanzkas rettigheder af 25. Januar 1290 samt de den 24. Juni 1298 skænkede l00 pund renter (Meckl. Urkundenbuch II,176; Codex dipl. Brandenburg. III,3,10).
24. juni 1302 d.d. Stargard vidner ridder (miles) Henric van Stafvelte, da Heinrich, fyrste af Mecklenburg, formidler, at patronatet over kirken i Balwitz af ridder Johan von Dargatz overdrages klostret Wanzka (Meckl. Urkundenbuch V,68).
15. januar 1304 d.d. Vietmannsdorf ved Templin vidner Henrico de Stafelt, da Otto, Konrad, Heinrich, Johann og Waldemar, markgrever af Brandenburg, forliges med fyrst Heinrich af Mecklenburg om landet
Stargard (Meckl. Urkundenbuch 7,139, Codex dipl. Brandenburg. II,l, 254).
15. juni 1324 d.d. borgen Stargard vidner Væbner og raadmand i Neubrandenburg og landet Stargard (armegeri, concules civitatum Noue Brandenburch et Antique Stargarde) Henricus de Stafuelt, da væbnerne Harnid og Evenbert von Wodenswegen sælger 9 Pund brandenborgske Panteindtægter i Landsbyen Grünow til 6 borgere og bønder (Meckl. Urkundenbuch VII, 200).
27. september 1360 nævnes Kopkino Staffeld, da markgreve Ludvig Römeren forlener Henning von Brederlow med godset Gruse, som han havde købt af Kopkin Staffeld (Codex dipl. Brandenburg I,24,67).
1361 vidner Joannes de Staffeld, klosterbroder (frater cellario) i Marienwalde, da Ludolph von Mellentin og andre fælder dom om Jancke og Henning von Segefelds krav til klostret Marienwalde paa heden til Mensdorfhof (Codex dipl. Brandenburg. I,19,468).
26. januar 1362 d.d. Neubrandenburg vidner Væbner Henrich Staffelt, da Otto og hans søn Eckhard, grever af Fyrstenberg, sælger til Kalands-herrerne og oldermændene i Neubrandenburg 15 mark opsigelig rente af  Köbelig (Meckl. Urkundenbuch XV,147).
24. februar 1378 Vidner borger i Arensburg og skriver hos markgrevinde Ingeborg af Brandenburg "nostro notario" Lambert Staffeld, da markgrevinden, nu grevinde af Holsten, skænker kirken i Schøneberg brødrene Alard og Henning Bohrs gave (Codex dipl. Brandenburg,I,25,260).
1. november 1382 vidner Væbner Henrich Staffelt, da væbner Claus von Oertzen i Stargard pantsætter til klostret Wanzka 24 Mark Tiende af Bargendorf (Meckl. Urkundenbueh XX, 164; Boll, Geschichte des Landes Stargard II,314). Dette dokument fremviser bl.a. et rundt segl  hvori 3 opretstaaende korte og smalle knive med kort greb og en ring ved grebets ende, samt omskrevet + S. H E ..............STAFFELT.
2. juni 1384 vidner (førnævnte notar og borger) Lambert Staffeld, da markgrevinde Ingeborg af Brandenburg, gift grevinde af Holsten, overlader byen Arensburg gården i Sluden som ejendomsret for Werner og Henning, borgsiddere i Arensburg (Codex dipl. Brandenburg. I,6,197).
13. januar 1424 vidner prioren for kapitlet ved kirken i Brandenburg Johannes von Staffeld, da biskop Stephan pantsætter til domkapitlet nogle tiender for ham leveret sølvtøj (Codex dipl. Brandenburg I,8,395f.). Nævnte Johannes v. S. immatrikuleredes 1403 ved Universitetet i Prag.
11. september 1389 vidner Henric Staffelt, da brødrene Wigert overlader hævninger til præsten Nicolaus i Wesenberg (Meckl. Urkundenbuch XXII,336).
4. september 1442 vidner Nicolaus Staffeld i Michilstorp (Michelsdorf), da vikaren Barthold Lowe transumerer klostret Lehnin nogle gamle dokumenter i Zerbst (Codex dipl. Brandenburg. I,lo,277).
18. marts 1449 d.d. Osterode nævnes Fficke (Vicke) Staffeldis, da den tyske ordens højmester beder hertug Henrik den Yngre af Meeklenburg om at bilægge de stridigheder, som Gaspar von Isenburg og dennes søn Heinrich von I. med flere af hertugens vasaller har indledet mod ordenen og om at beskytte ordenen i denne sag (Jahrbücher des Vereins für mecklenburgische Geschichte und Altertumskunde XIY,243, Schwerin 1849).
1483 nævnes brødrene Heinrich von S., til Schlagetow og Zabel von S. (Meckl. Regesten). Af disse skal Heinrich v. S. have været gift med en N.N. von Behr.
1497 immatrikuleredes Martin Staffeld af Tangermünde som Student ved Universitetet i Rostock (Universitetsmatrikel Rostock).
1511 nævnes Urban von S. til Gentzkow tillige med sin hustru Ilse von Walsleben, samt sønnen Zabel, mindreaarig (Meckl. Regesten).
Før 23. januar 1511 nævnes Petrio (Peter) Staffeldes, da Biskoppen bekræfter et gejstligt len i Helligkorskirken i Stendal (Codex dipl. Brandenb. I,25; 485).
18. maj 1538 nævnes Jacob Staffeldt, idet byen Tangermündes råd sælger ham en rente for at stifte et stipendium for studerende borgerbørn. 
4. november 1541 anføres en  Hans v. Staffelde i Tangermünde. Det oplyses, at denne har krav på 4 gylden af Peter Brigetzow at betale til Peter-Paul "ist auf seinem Hause in Scheppenbruch verzeichnendt" (Codex dipl. Brandenburg. I,16,159).
8. september 1559 d.d. Neustadt optræder Zabel v. Staffeld som selvskyldner i anledning af, at hertug Johann Albrecht af Mecklenburg forskriver sin kansler Johann von Lucka købesummen for de af ham købte godser Börssow og Bentin samt den øde mark Molenterfeld (Jahrbücher des Vereins für meckl. Geschichte und Altertumskunde V,275).
1570-99 nævnes i lensregnskaber Zabel v. Staffeld til Gentzkow (Meckl. Regesten).
1621-46 nævnes som "pfandgesessen" til Götebend yngste søn af hr. Zabel v. S. til Gentzkow, nemlig Joakim v. S., gift med Maria von Behr (Meckl. Regesten).
1654-71 nævnes Zabel v. S. ligeledes som "pfandgesessen" til Götebend (Meckl. Regesten). ”pfangesessen” må i denne forbindelse forstås således, at de pågældende personer ikke har været ejere af godset mere, men af  panthaverne er blevet indsatte som forvaltere.
1682-1708 nævnes Joakim Zabel von Staffeldt ligeledes som ”pfandgesessen” til Götebend (Meckl. Regesten). Derefter er godset Gotebend gået helt ud af familiens varetægt. Antagelig har formueforholdene efterhånden forringet sig således, at panthaverne har overtaget derest pant. Det ses da også, at Joakim Lewin von Behr og Martin von Hahn 1708 lader sig indføre som ejere af Götebend.